# Les Autonautes de la cosmoroute

Les Autonautes de la cosmoroute (titre original : Los autonautas de la cosmopista), sous-titré Un voyage intemporel Paris-Marseille, est un roman ethnographique du couple d’écrivains Julio Cortázar et Carol Dunlop, paru en espagnol en 1983 et la même année en français chez Gallimard.
Il raconte le long voyage — trente deux jours — en combi Volkswagen du couple sur l'autoroute du Soleil, entre Paris et Marseille. 

## Résumé
En 1982, les deux auteurs se savent atteints d’une maladie incurable et décident de partager ensemble un dernier voyage. Durant trente-deux jours, les deux écrivains parcourent l’autoroute A6 de Paris à Marseille à bord de Fafner, un combi Volkswagen, en se donnant la contrainte de visiter deux aires d’autoroute par jour. À la manière d’explorateurs, ils documentent les 75 aires visitées grâce à un journal de bord, des photographies, des dessins. Ils décrivent en détail les paysages, leurs rencontres, les dangers et menaces auxquels ils doivent faire face dans cette aventure illégale (il est interdit de rester plus de vingt-quatre heures sur une aire d'autoroute). Petit à petit un monde secret semble s’ouvrir à eux, leur lente progression sur un territoire réservé à la vitesse leur permet d’observer à leur guise en étant protégés par leur contrainte, et de suspendre le temps.
Carol Dunlop meurt le 2 novembre 1982.

## Personnages
- Le loup (Julio Cortazar)
- L’oursine (Carol Dunlop)
- Fafner (le combi Volkswagen)

## Traduction et édition française
Sa traduction de l’espagnol a été faite par Laure Bataillon pour les textes de Julio Cortázar et par Françoise Campo pour le journal de bord et les légendes des photographies.
Julio Cortázar et Carol Dunlop, Les Autonautes de la cosmoroute. Un voyage intemporel Paris-Marseille, Paris, Gallimard, coll. « Du monde entier », 4 novembre 1983, 288 p., traduction française par Laure Guille-Bataillon de l’original espagnol Los autonautas de la cosmopista o Un viaje atemporal París-Marsella, Barcelone, Muchnik, 5 décembre 1983, 308 p. (ISBN 978-2-07-070021-9)